# Aminoglykosid
Et aminoglykosid er et molekyle eller del af et molekyle der består af amin-modificerede sukre. Flere aminoglykosider virker som antibiotika ved at hæmme bakteriers proteinsyntese. De anvendes derfor til behandling af bakterielle infektioner. Aminoglykosider optages ikke peroralt, så de må administreres topikalt eller parenteralt. Da mange aminoglykosider er nyre- og øretoksiske, anvendes de systemisk kun til alvorlige infektioner som sepsis. Nogle aminoglykosider anvendes også topikalt til sårheling. Velkendte aminoglykosider omfattter streptomycin, gentamicin, kanamycin og neomycin.

## Aminoglykosider i klinisk brug
Følgende aminoglykosider er i klinisk brug i Danmark pr. november 2012. Handelsnavne er anført i parentes.
- Gentamicin (Gentacoll®, Hexamycin)
- Tobramycin (Nebcina®)

Tobramycin findes kun som injektionsvæske, mens gentamicin også findes som implantat til kirurgisk sårheling.